# Mathématiques classiques
En fondements des mathématiques, les mathématiques classiques se réfèrent généralement à l'approche traditionnelle des mathématiques, qui est basée sur la logique classique et la théorie des ensembles ZFC. Il s'oppose à d'autres types de mathématiques tels que les mathématiques constructives ou les mathématiques prédicatives. En pratique, les systèmes non-classiques les plus courants sont utilisés en mathématiques constructives.
Les mathématiques classiques sont parfois critiqués sur ses bases philosophiques, dues à des objections constructivistes et autres à la logique, théorie des ensembles, etc., choisies comme fondations, comme l'a exprimé L. E. J. Brouwer.
Les défenseurs des mathématiques classiques, tels que David Hilbert, ont soutenu qu'il est plus facile et fécond de travailler avec l'infini que sans, mais reconnaissent que les mathématiques non classiques ont parfois abouti à des résultats importants que les mathématiques classiques n'auraient pas pu (ou ne pouvaient pas si facilement) atteindre.